# Reformuniversität
Als Reformuniversität wird eine Universität bezeichnet, die versucht, verschiedene wissenschaftliche Disziplinen miteinander zu verknüpfen, beispielsweise die Geistes- mit den Sozialwissenschaften. Die meisten Gründungen fallen in die 1960er und 1970er Jahre. Ein Campus ist oft optischer Ausdruck der Vernetzung.

## Geschichte
Bereits im späten 17. und 18. Jahrhundert bezeichneten sich neugegründete Universitäten (z. B. in Halle und Göttingen) als Reformuniversitäten, um sich von traditionellen Lehrmodellen abzuheben.

## Heutige Beispiele
- Die Universität Bielefeld wurde von dem Soziologen Helmut Schelsky als Reformuniversität gegründet, um interdisziplinäres Arbeiten zu ermöglichen: In der Architektur wird die enge Verknüpfung der einzelnen Fachbereiche dadurch zum Ausdruck gebracht, dass eine zentrale Halle alle Fakultäten auch räumlich miteinander verbindet.
- Die Universität Konstanz wurde 1966 als Reformuniversität gegründet: Auf die Einrichtung von Instituten wurde verzichtet, an deren Stelle traten Fachbereiche, um die Lehre aus der Forschung zu entwickeln. Statt Fakultäten gibt es drei Sektionen. Um die Fächergrenzen besser überwinden zu können, wurde aus dem angelsächsischen Raum das Konzept der Campus-Universität übernommen, Service-Einrichtungen wie Mensa und Bibliothek wurden zentralisiert. Zu den Reformprojekten gehörte auch die Verlagerung größerer Teile der Lehre von Vorlesungen in begleitende Seminare oder Übungsgruppen und daraus folgend das Konzept studienbegleitender Prüfungen.[1]
- Die Universität Erfurt ist eine geisteswissenschaftliche Reformuniversität mit kultur- und gesellschaftswissenschaftlichem Profil.[2]
- Auch die Technische Universität Dortmund bezeichnet sich als Reformuniversität, die im Zuge der Bildungsreform Ende der 1960er Jahre gegründet wurde.
- Die Humboldt-Universität zu Berlin verwendet inzwischen ebenfalls den Ausdruck Reformuniversität und verweist damit auf ihren Gründungsvater Wilhelm von Humboldt, der versucht habe, Studierenden humanistische Bildung durch die Einheit von Lehre und Forschung zu vermitteln.
- Die Universität Bremen wurde im Jahr 1971 als Reformuniversität gegründet.[3] Charakteristisch für das "Bremer Modell" waren kleine Gruppen statt Massenveranstaltungen, gleichberechtigte Lehrende und Studierende und fächerübergreifende Seminare.[4] Sie wurde als Campusuniversität konzipiert.[5]